# 長璋吉
長璋吉（ちょう しょうきち、1941年4月8日-1988年11月2日）は、日本の朝鮮文学者。
東京出身。東京外国語大学中国語学科卒。東京外大講師を務め、著作・翻訳をおこなったが、47歳で死去した。

## 著書
- 『私の朝鮮語小辞典 ソウル遊学記』北洋社 1973、河出文庫 1985、新版2002
- 『韓国小説を読む』草思社 1977
- 『普段着の朝鮮語 私の朝鮮語小辞典2』河出書房新社 1988、河出文庫 2002
- 『朝鮮・言葉・人間』河出書房新社 1989

### 翻訳
- 『金史良全集 4』河出書房新社 1973

詩 奪はれの詩.紀行 火田地帯を行く.書簡 1936年12月-1942年1月.ルポルタージュ 海軍行
- 『金史良全集 3』河出書房新社 1974。「動員作家の手帖」
- 金宇鍾『韓国現代小説史』訳註 龍渓書舎 1975
- 『金東仁短編集　韓国語対訳叢書 2 小説篇』訳注 高麗書林 1975
- 李清俊『書かれざる自叙伝』泰流社 韓国文学名作選 1978
- 『朝鮮短篇小説選』大村益夫、三枝寿勝共編訳 岩波文庫 上下 1984
- 『韓国短篇小説選』大村益夫、三枝寿勝共編訳 岩波書店 1988

## 論文
- <長璋吉